# Gaspar Correia
Gaspar Correia (* um 1492; † 1563) war ein portugiesischer Historiker und Verfasser der Chronik Lendas da India.

## Leben
Über das Leben von Gaspar Correia ist wenig bekannt. 1506 trat er als moço de câmara in den Dienst von König Manuel I. 1512 verließ er Portugal Richtung Portugiesisch-Indien, wo er escrivão des Vizekönigs Afonso de Albuquerque wurde. 1529 kehrte er für kurze Zeit nach Portugal zurück, ging dann wieder nach Indien, wo er 1563 vermutlich in Goa verstarb.
Correias Ruhm gründet auf seinem Hauptwerk Lendas das Indias (Legenden/Lesenswertes aus Indien). In dieser Chronik beschrieb er die Geschichte der Portugiesen in Indien von der Expedition Vasco da Gama im Jahr 1497 bis zum Jahr 1550. Das Manuskript kam 1582 von Goa nach Portugal und blieb in privaten Händen. Es wurde erst 1858–1886 von der Academia Real das Sciencias in Lissabon veröffentlicht. Die ebenfalls von Correia stammende Chronik der portugiesischen Könige (Chronicas dos Reys de Portugal) blieb bis heute weitgehend unbeachtet.

## Werke
Lendas da India
- Lendas da India por Gaspar Correa. 4 Bände. Lissabon 1858–1864.
- Lendas da India. Porto. 1975.
- The three voyages of Vasco da Gama, and his viceroyalti: from the Lendus da India of Gaspar Correa. New York 1963.
- Vasco da Gama: der Weg nach Ostindien: nach zeitgenössischen Quellen bearb. von Hans Plischke. Leipzig 1924.

Chronicas dos Reys
- Crónicas de D. Manuel e de D. João III até 1553. Lissabon 1992.
- Crónicas dos reis de Portugal e sumários de suas vidas. Lissabon 1996.